# 충혈
충혈(充血, hyperemia)은 체내의 다른 조직들로 혈액의 유입이 증가하는 증상을 말한다. 가역성인 것이 일반적이며, 체외 기압이 떨어질 때에도 발생할 수 있다. 안과 분야에서 결막충혈은 결막의 혈관이 확장되어 흰자위가 벌겋게 보이는 증상을 가리킨다. 임상적으로 조직의 충혈은 홍반으로 나타나는데, 이는 산소가 함유된 혈액의 혈관이 팽대(engorgement)되기 때문이다.

## 기능성 충혈
기능성 충혈은 조직이 살아있을 동안 혈류가 증가하는 현상이다.

## 반응성 충혈
반응성 충혈은 단기간의 혈류 차단 이후 재개하면서 혈액의 유입이 현저하게 증가하는 현상이다. 짧은 혈류 차단 이후에는 산소 부족과 함께 대사성 노패물이 쌓일 수 있다.